# Batzen

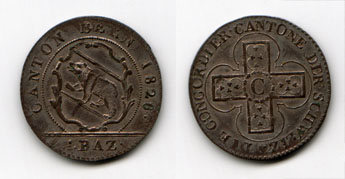
Batzen från Bern, 1826.

Batzen var en mynt som först uppträdde i Schweiz och sedan utbredde sig till södra och sydvästra Tyskland. Under 1800-talet utgjorde i Tyskland 18-22 1/2 batzen 1 reichthaler. 1 batzen var 4-5 kreuzer. I Schweiz var 1798-1848 1 franc = 10 batzen = 100 rappen.